# Adolf Kießlinger
Adolf Kießlinger ist ein ehemaliger deutscher Turner.
Kießlinger war 1952 und 1953 DDR-Meister an den Ringen. Diesen Erfolg konnte er 1957 wiederholen.